# Ryan Tepera
Dennis Ryan Teperas (né le 3 novembre 1987 à Lake Jackson, Texas, États-Unis) est un lanceur de relève droitier des Cubs de Chicago de la Ligue majeure de baseball.

## Carrière
Joueur des Bearkats de l'université d'État Sam Houston, Ryan Tepera est repêché par les Blue Jays de Toronto au 19e tour de sélection en 2009. Lanceur partant dans les ligues mineures de 2009 à 2013, les Blue Jays le convertissent en lanceur de relève à partir de la saison 2014, qu'il passe avec le club-école de niveau Triple-A à Buffalo.
Tepera fait ses débuts dans le baseball majeur comme releveur avec Toronto le 10 mai 2015 face aux Red Sox de Boston.